# Віденський регламент
Віденський регламент 1815 року і Аахенський протокол 1818 року — вперше встановили поділ на класи дипломатичних агентів («Положення щодо дипломатичних агентів»), заклали правила і традиції дипломатичного церемоніалу та протоколу.

## Класи дипломатичних представників
З питань визнання старшинства між главами дипломатичних представництв були розроблені спеціальні постанови Віденського Конгресу від 19 березня 1815 року та Аахенського Конгресу Священного союзу від 21 листопада 1818 року. Ці дві постанови були покладені в основу міжнародної протокольної практики до 1961 року, залишаючись в силі, таким чином, майже 150 років.
Згідно з цими постановами, були встановленні такі класи дипломатичних представників:
1. Посли та нунції;
2. Посланники та інтернунції;
3. Міністри-резиденти;
4. Постійні повірені у справах;

Еволюція вищенаведеної класифікації протягом 19 століття і першої половини 20 століття призвела окрім зникнення класу міністрів-резидентів до поступового поєднання таких рангів як посол та посланник, які відзеркалювали нерівність у відносинах між державами.

## Сучасна міжнародна практика
В сучасній міжнародній практиці загальноприйнятими є три основні класи глав дипломатичних представництв — посли, посланники та повірені у справах. Як правило, посли очолюють посольства, а посланники — дипломатичні місії. Повірені у справах можуть керувати роботою як посольства, так і місії, хоча найчастіше вони очолюють місії (якщо держави домовилися обмежитись цим рівнем). Це інститут, до якого звертаються за особливих обставин, коли, наприклад, стосунки між державами мають не зовсім дружній характер. У процедурі акредитування повірених у справах є свої особливості. Якщо посли та посланники акредитуються при главах іноземних держав, вручаючи їм вірчі грамоти, підписані главами акредитуючих держав, то повірені у справах призначаються, як правило, при міністрах закордонних справ країн перебування і замість вірчих грамот вручають останнім лише відповідні листи від імені своїх міністрів закордонних справ.
Від повірених у справах, як самостійних керівників дипломатичних представництв (Charge d'Affaires), призначення яких здійснюється на постійній основі (до зміни класу), слід відрізняти тимчасово повірених у справах (Charge d'Affaires ad interim). Вони не становлять особливий клас, а лише тимчасово заміщають главу представництва в тих випадках, коли він тимчасово не може виконувати свої функції (відпустка, від'їзд за викликом свого уряду «для консультацій» тощо). Як правило, тимчасово повіреними у справах призначаються дипломати, які за своїм рангом займають найвищий щабель після глави дипломатичного представництва, наприклад, радники. Про призначення тимчасового повіреного у справах повідомляється міністерству закордонних справ країни перебування, що вважається достатнім для виконання цим дипломатом покладених на нього функцій.